# Wildey Magnum
Wildey Magnum ( [ˈwɪldiː] «Уайлди-Магнум») — пистолет повышенной мощности, созданный конструктором Уайлди Дж. Муром, с УСМ переменного действия (двойного или одинарного), с автоматикой, работающей по принципу отвода пороховых газов, и созданный для ведения огня несколькими разновидностями высокомощных фирменных патронов, среди которых .45 Wildey Magnum и .475 Wildey Magnum.

## История
Wildey Magnum изначально создавался как высокомощный охотничий пистолет, в котором ещё на этапе разработки была заложена возможность выдерживать большое рабочее давление (свыше 48 000 psi), что было сделано  с оглядкой на фирменные высокомощные патроны, производимые компанией Мура. Во время появления Wildey Magnum в продаже,
это был первый в мире пистолет, у которого автоматика работала за счёт отвода части пороховых газов из канала ствола.
В конструкции Wildey Magnum использована уникальная (на то время) схема отвода газов с коротким ходом поршня, что позволяет использовать широкую гамму мощных пистолетных патронов, начиная с 9 мм Winchester Magnum, и заканчивая .475 Wildey Magnum.